# 台北遊戲開發者論壇
台北遊戲開發者論壇（官方英語名稱：Taipei Game Developers Forum，TGDF）是台灣最大型的專業遊戲開發者論壇，於2012首次舉辦，每年均邀請國內外遊戲開發者分享關於遊戲設計、遊戲技術、遊戲聲效、市場趨勢等多面向的專業議題。自2016年起，於論壇活動同日或同周末，增加舉辦「Indie Space 獨立遊戲空間」，提供台灣在地獨立遊戲開發者一個能夠展出作品、對外宣傳與創造交流的場合。2019年，更邀請被稱為「藝術遊戲先驅」的傑森·羅勒以及獨立遊戲作品時空幻境 (2008年遊戲)的開發者喬納森·布洛在 TGDF 進行演講。

## 報名狀況
- 2017 年吸引近 1,500 名海內外遊戲開發者參與活動，報名人數臨屆爆滿。[2]

## Indie Space 獨立遊戲空間
開創於 2016 年。2019 年更與夏日電玩展以及台北國際數位內容交流會合作舉辦，來自台灣、中國、英國、美國共計42家團隊帶來許多未上市新作，除獨立遊戲，桌上遊戲等參展作品數量更是大幅增加。

## 歷屆活動官方網站與地點
| 活動官網                         | 活動日期      | 地點                   | 特色                                                  |
| -------------------------------- | ------------- | ---------------------- | ----------------------------------------------------- |
| TAGDF 2012                       | 12/5 - 12/6   | 台大醫院國際會議中心   | 首屆活動名為「台北 App 遊戲開發者論壇」               |
| TGDF 2013                        | 11/22 - 11/23 | 集思交通部國際會議中心 |                                                       |
| TGDF 2014                        | 12/2 - 12/3   | 南港展覽館             |                                                       |
| TGDF 2015                        | 7/23 - 7/24   | 台北國際會議中心 TICC  |                                                       |
| TGDF 2016                        | 7/1 - 7/2     | 台北文創大樓           | 首度增辦「Indie Space 獨立遊戲空間」                  |
| TGDF 2017 （页面存档备份，存于） | 6/30 - 7/1    | 台北文創大樓           | 同時4軌議程多達35位講師，且邀請國內外61組遊戲團隊展示 |
| TGDF 2018 （页面存档备份，存于） | 8/8 - 8/9     | 台北國際會議中心 TICC  |                                                       |
| TGDF 2019 （页面存档备份，存于） | 7/10 - 7/11   | 台北文創大樓           | 知名獨立遊戲開發者喬納森·布洛作為講者與會             |
| TGDF 2020 （页面存档备份，存于） | 7/11 - 7/12   | 線上議程               | 首次與Twitch官方合作，全程透過Twitch進行免費直播      |
| TGDF 2021 （页面存档备份，存于） | 7/10 - 7/11   | 線上議程               |                                                       |
| TGDF 2022 （页面存档备份，存于） | 7/16 - 7/17   | 線上議程               |                                                       |
| TGDF 2023 （页面存档备份，存于） | 7/19 - 7/20   | 劍潭青年活動中心       | 回歸實體場次，並且保留了線上場次                      |
| TGDF 2024 （页面存档备份，存于） | 7/10 - 7/11   | 台北國際會議中心       | 邀請到來自波蘭 CD PROJEKT RED 的講師作為講者與會      |

## 外部連結
官方网站